# Argument snu
Argument snu – jedna z najpopularniejszych hipotez sceptyków, w Europie po raz pierwszy przedstawiona przez Kartezjusza w Méditations Metaphysiques.
Hipoteza ta nawiązuje do tego, iż podczas snu ludzie najczęściej nie zdają sobie sprawy, iż znajdują się właśnie w śnie (z wyjątkiem snów świadomych). To zachęciło filozofów do rozważania, czy człowiek przypadkiem nie jest w ciągłym śnie, a nie obudzony w rzeczywistości (lub innymi słowy, skąd wie, iż aktualnie nie śpi).
W Azji argument ten jest znany jako „Zhuangzi śnił, że jest motylem” (chiń. 莊周夢蝶; pinyin Zhuāng Zhōu mèng dié). Nawiązuje on do pewnej nocy, podczas której Zhuangzi śnił, iż jest beztrosko latającym motylem. Po obudzeniu się zaczął rozważać, jak może on określić, czy jest aktualnie Zhuangzi, który właśnie się obudził, czy motylem, który właśnie zaczął śnić, iż jest Zhuangzi. Ta metafora znana jest również jako "wielki sen".